# جمعیت ترقی‌خواهان ایران
جمعیت ترقی‌خواهان ایران (که به نام آزادی‌خواهان نیز گفته می‌شد) یکی از احزاب سیاسی هم‌عصر با انقلاب مشروطه در ایران بود.
این حزب در جنوب ایران هوادار داشت و نمایندگان آن در مجلس شورای ملی از جنوب بودند.
روزنامه این حزب با نام جنوب در تهران منتشر می‌شد.این روزنامه مرتباً مسئله نادیده گرفتن منطقه خلیج فارس را نقد می‌کرد.
این حزب با آن‌که کوچک بود اما توانست در اتحاد با حزب اتفاق و ترقی و اعتدالیون و در برابر حزب دموکرات به مجلس شورای ملی راه یابد.